# Гластонбери
Гла́стонбери (англ. Glastonbury) — один из древнейших городов Англии, расположенный в холмистой местности на территории графства Сомерсетшир, у подножия 159-метрового холма святого Михаила. Как установили в 1892 году раскопки курганов в окрестностях Гластонбери, значительное скопление населения наблюдалось в этих местах ещё до прихода римлян, приблизительно с 60 года до н. э. Население 8800 жителей (2002).
В Средние века благосостояние Гластонбери зиждилось на славе Гластонберийского аббатства, древнейшего в Англии. Церковная легенда связывает его основание с именем легендарного короля Луция, который в порыве благочестия якобы ещё в 166 году пригласил в Гластонбери прелатов из Рима. Первая каменная церковь аббатства была возведена в 712 году. В монастыре были похоронены три англосаксонских короля, хотя паломников больше привлекала туда предполагаемая усыпальница святого Патрика.

В 1184 году аббатство сгорело, и восстановительные работы заняли практически три столетия. В период первого сбора средств на строительство (1191) монахи прибавили известности своей обители, объявив об обнаружении ими саркофагов с именами короля Артура и его супруги Гвиневры. В средневековой литературе были распространены истории о том, что именно в Гластонбери закончил свою жизнь Иосиф Аримафейский и сюда же он доставил Святой Грааль, и что здесь находится легендарный остров Авалон. Благодаря этим поверьям в захудалый городишко никогда не прекращался поток верующих; на них же основан текст гимна «Иерусалим». 
Во время английской Реформации многие бенедиктинцы, проживавшие в аббатстве Гластонбери, были подвергнуты преследованиям со стороны английских властей, среди них известен монах Артур, который за своё мученичество был причислен Римско-Католической Церковью к лику святых. После роспуска английских монастырей Генрихом VIII (1536—39) средневековые сооружения аббатства были разобраны на щебень для мощения дорог. Исчезновение аббатства подорвало общенациональное значение города. О величии древнего Гластонбери напоминают его скудные развалины.

## Фестиваль
С 1970 года в соседней с древним городом деревне Пилтон ежегодно проходит музыкальный фестиваль под открытым небом — Гластонберийский фестиваль.